# Gymnocalycium monvillei
Gymnocalycium monvillei je kaktus z rodu Gymnocalycium, původním výskytem v pohoří Sierra de Córdoba v argentinské provincii Córdoba a také v provincii San Luis.

## Historie
Rostlinu poprvé taxonomicky popsal Charles Lemaire jako Echinocactus monvillei na počest francouzského sběratele kaktusů a botanika barona Hippolyta Boissela Chevaliera de Monvillea (*1794 +1863). V roce 1922 pak botanikové Britton a Rose přeřadili kaktus do rodu Gymnocalycium.

## Popis
Kaktus má zploštělý nebo kulovitý stonek, který je tmavozelený, šedozelený nebo až olivově zelený, do 20 cm v průměru a do 8 cm vysoký (v kultuře však rostliny mohou dorůstat až 30 cm v průměru). Počet žeber se pohybuje od 10 do 20 s eliptickými areolami, které jsou až 1 cm dlouhé. Má obvykle 5 až 7 radiálních trnů, středové trny obvykle chybí, ale u některých poddruhů jich může být 1 až 4. Květy jsou nálevkovité, 4 až 8 cm dlouhé a široké, růžové, bílé s růžovým nádechem nebo u některých forem čistě bílé, často s dvojitými okvětními lístky.

## Výskyt a variety
Původně byl výskyt uváděn v paraguayských Kordilerách, nicméně později bylo již správně uveden výskyt do několika provincí v Argentině (Santiago del Estero, San Luis a na jih provincie Córdoba). Druh roste v travnatých porostech v nadmořské výšce od 500 až po 2700 m n. m. 
Díky velké ploše rozšíření je v rámci druhu také poměrně značná variabilita v podobě otrnění nebo barevnosti květu. 
Vedle klasického G. monvillei byli později pod tento druh zařazeny i G. horridispinum, G. achirasense, G. schuetzianum a G. brachyanthum, které jsou nyní uváděny jako poddruhy (subsp.) G. monvillei. Samostanou kapitolou je pak varieta Gymnocalicium multiflorum, která byla poměrně dlouho uváděna jako samostaný druh, který často kvete, dosahuje menších rozměrů, neodnožuje, má pouze k tělu přilehlé okrajové trny. Po výzkumech na nalezištích však botanik Hans Till G.multiflorum a G. monvillei zařadil do jedné skupiny. Jsou však určité spekulace, že G. multiflorum může pocházet z původně uváděných nalezišť v Paraguayi, kde je však dosud nikdo nenašel.

## Pěstování
Rostlina není náročná a snese i drobné pěstitelské přehmaty. Pěstuje se v humózním substrátu, v létě s pravidelnou zálivkou (ale nepřelít) a možno přidat hnojivo. Celou zimu bez zálivky a udržovat v chladu, může snést teploty okolo 0 °C, výjimečně i −5 °C. Rozmnožovat lze z občasných odnoží nebo výsevem semen. Nicméně kaktus poměrně neochotně kvete.

## Galerie

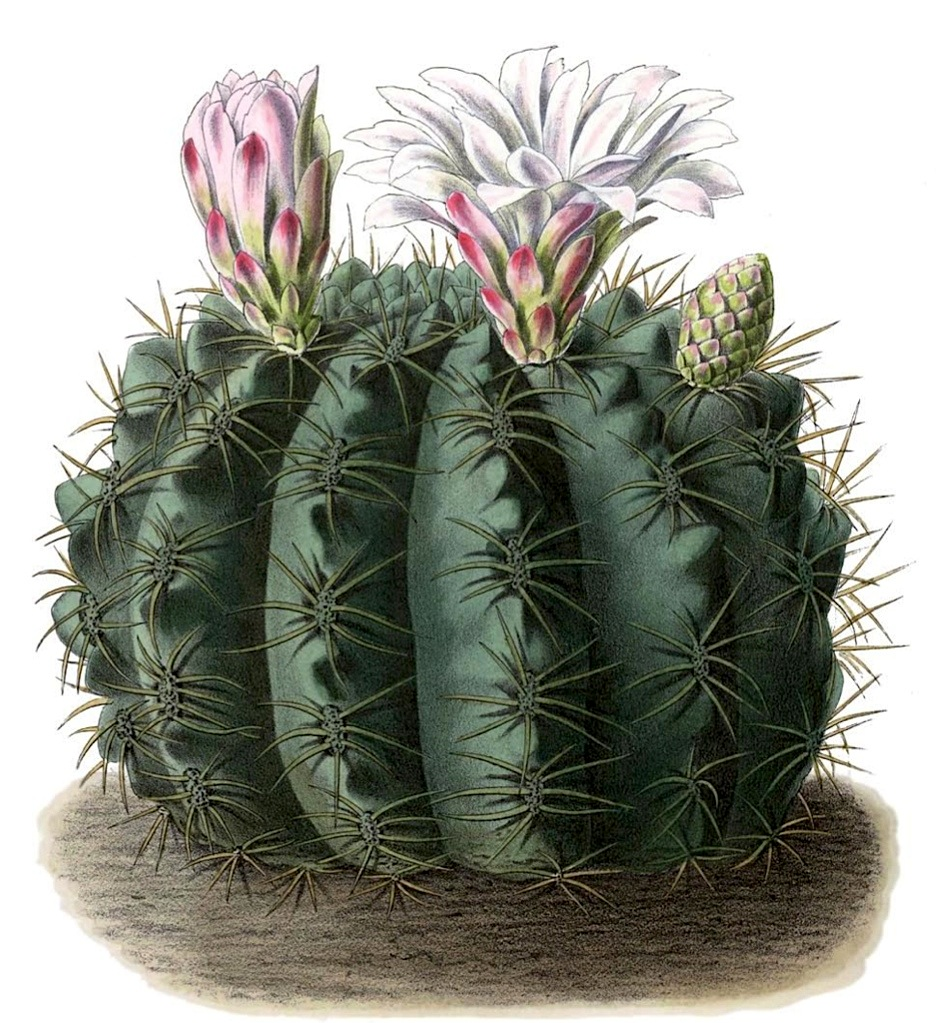
ilustrace Gürke (1904)
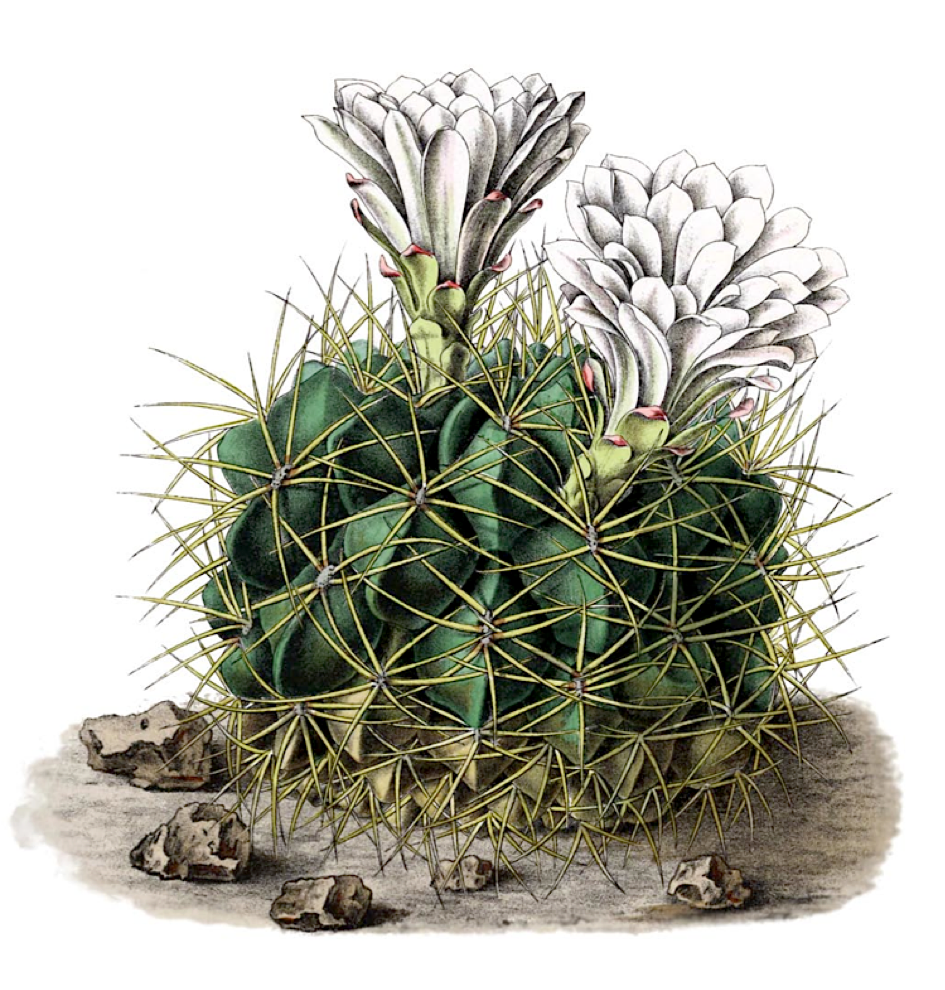
ilustrace Gürke (1904)
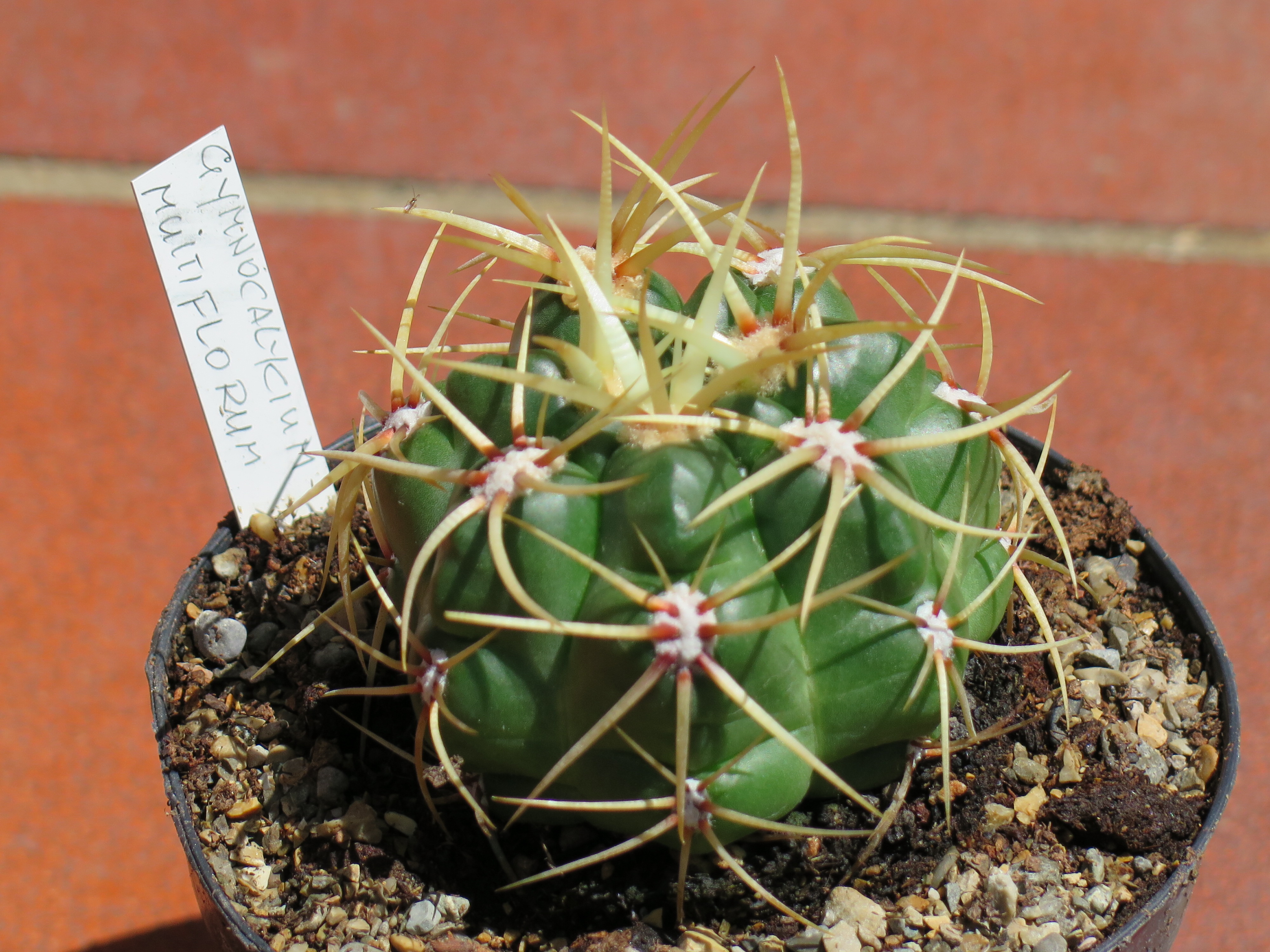
G. multiflorum
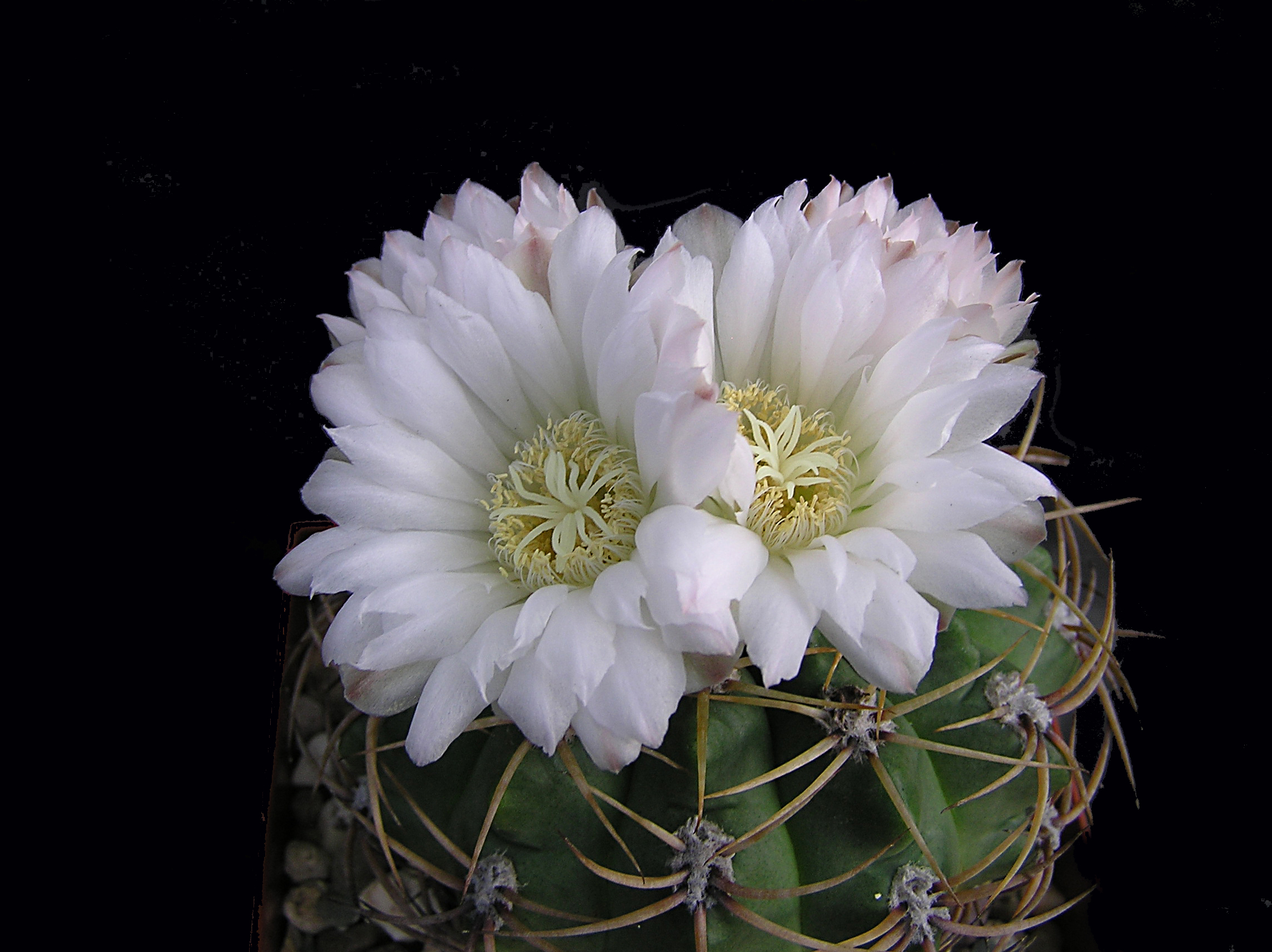
G. multiflorum
- Časosběr kvetení G.monvillei